# Sunny Bunny
«Sunny Bunny» (укр. Сонячний зайчик) — український міжнародний кінофестиваль, що представляє фільми ЛҐБТКІА+ тематики. Заснований у 2023 році. До 2022 року «Сонячний зайчик» існував як одна з конкурсних програм та нагорода Київського міжнародного кінофестивалю Київського міжнародного кінофестивалю «Молодість». Нагорода вручалася з 2001 року за найкращі фільми, що висвітлюють ЛҐБТКІА+ теми.

## Історія

### 2001—2022
Премія «Сонячний зайчик» вручалася у межах фестивалю Молодість щорічно, починаючи з 2001 року. Заснована директором фестивалю Андрієм Халпахчі і відомим тележурналістом Анатолієм Єремою. Це друга в світі (після Teddy Award на Берлінале) програма ЛҐБТКІА+ фільмів на основних міжнародних кінофестивалях (2007 року ЛҐБТКІА+ премію Queer Lion було започатковано також на Венеційському кінофестивалі, а з 2010 року приз Queer Palm вручають і в Каннах). Приз за Найкращий фільм/Спеціальні дипломи. До 2014 року включно конкурс відбувався на спеціальних показах «Сонячного зайчика» у кінотеатрі «Жовтень».
У період з 2001 по 2005 роки фестиваль проходив у вигляді паралельного конкурсу. Міжнародне журі серед фільмів «Молодості» обирало той, який був найбільш актуальним чи важливим для ЛҐБТКІА+ спільноти, і нагороджувало символічним подарунком — іграшковим зайцем із дзеркалом на животі.
2022 року, після повномасштабного російського вторгнення, програма не увійшла до скороченої 51-ї «Молодості». 

### 2023— дотепер
Sunny Bunny відокремлюється від кінофестивалю «Молодість» та стає самостійним міжнародним ЛҐБТКІА+ кінофестивалем. Перший незалежний фестиваль проходить у Києві з 22 по 28 червня 2023 року. Програма включає понад 60 фільмів, українську ретроспективу та збірку фільмів про ЛҐБТКІА+ військових. Фільмом-відкриття стає французька документальна стрічка «Орландо: Моя політична біографія». Головний приз отримує стрічка «Моя порожнеча і я» (Іспанія).
Другий кінофестиваль «Сонячний зайчик» проходить у Києві з 19 по 26 квітня 2024 року. Вперше запроваджується міжнародний конкурс короткометражних квір-фільмів. У програмі також представлені національні короткометражні стрічки, дебютні фільми, документальне та дитяче кіно («Квірчик»). Фільмом-відкриття стає американська стрічка «Проблеміста».
Третій кінофестиваль «Сонячний зайчик» заплановано провести в Києві з 18 по 25 квітня 2025 року. Фільмом-відкриття стає український документальний фільм «Королеви радості». 19 квінтя поліція була змушена захищати кінотеатр «Жовтень», де проходив фестиваль, від нападу гомофобів.

## Журі
До складу міжнародного журі «Сонячного зайчика» входять громадські активісти та представники ЛҐБТКІА+ організацій, фахівці в області квір-студій та гендерної тематики, діячі культури та інші знакові особистості, які роблять внесок, або відомі своєю підтримкою ЛҐБТКІА+ спільноти.
Завдання журі «Сонячного зайчика» — обрати серед фільмів з усіх програм фестивалю особливо актуальну, хвилюючу чи знакову для ЛҐБТКІА+ спільноти стрічку.

## Категорії
- «Найкращий художній фільм»
- «Спеціальний диплом (відзнака) журі»

## Переможці
| Рік        | «Найкращий художній фільм»                                                                                               | Спеціальний диплом/відзнака | Прим.  |
| ---------- | --- | --- | ------ |
| 2008       | • «Гітара» (The Guitar) реж. Емі Редфорд США                                                                             | • «Кава з молоком» (Café com Leite) реж. Даніел Рібейру Бразилія |        |
| 2010       | • «Листівка татові» (Postcard to Daddy) реж. Міхаель Шток Німеччина • «Братерство» (Broderskab) реж. Ніколо Донато Данія | • «Зомбі з Лос-Анджелеса» (L. A. Zombie) реж. Брюс ЛяБрюс США |        |
| 2013       | • «В ім'я…» (W imie…) реж. Малгожата Шумовська Польща                                                                    | • «Ти кохатимеш мене завтра?» (Ming tian ji de ai shang wo) реж. Арвін Чен Тайвань • «Хто боїться Вагіни Вулф?» (Who's Afraid of Vagina Wolf?) реж. Анна-Маргарита Альбело США |        |
| 2014       | • «Усе ламається» (Something Must Break ) реж. Естер Мартін Бергсмарк Швеція                                             | • «Форт Б'юкенен» (Fort Buchanan) реж. Бенджамін Кротті Франція • «Зухвала» (Mala Mala) реж. Деніел Сіклс, Антоніо Сантіні США                                                 |        |
| 2015       | • «Клятвена незаймана» (Vergine giurata) реж. Лаура Біспурі Італія, Швейцарія, Німеччина, Албанія, Косово, Франція       | • «Літо Сангайле» (Sangailės vasara) реж. Аланте Кавайте Литва, Франція, Нідерланди • «Історії нашого життя» (Stories of Our Lives) реж. Джим Чучу Кенія, ПАР                  |        |
| 2016       | • «Тхеквондо» (Taekwondo) реж. Марко Бергер, Мартін Фаріна Аргентина                                                     | • «Тепла пора року» (La Belle Saison) реж. Катрін Корсіні Франція, Бельгія |        |
| 2018       | • «Спадкоємиці» (Las herederas) реж. Марсело Мартінессі Парагвай, Німеччина, Уругвай, Бразилія, Норвегія, Франція        | • «Кондитер» (Der Kuchenmacher) реж. Офір Рауль Ґрайцер Ізраїль, Німеччина • «Жорстка фарба» (Tinta bruta) реж. Філіпе Матцембахер та Марсіу Реолон Бразилія                   | [ 6 ]  |
| 2019       | • «Блондин» (Un rubio) реж. Марко Бергер Аргентина                                                                       | • «Дикий» (Sauvage) реж. Камій Відаль-Наке Франція | [ 7 ]  |
| 2020       | • «Суховій» (Vento Seco) реж. Даніел Ноласько Бразилія                                                                   | • «Без образ» (Futur Drei) реж. Фараз Шаріат Німеччина • «Лінґва франка» (Lingua Franca) реж. Ізабель Сандовал Філіппіни                                                       | [ 8 ]  |
| 2021       | • «Макове поле» (Câmp de maci) реж. Євґен Жебеляну Румунія                                                               | • «Хлопець зустрічає хлопця» (Boy Meets Boy) реж. Даніель Санчес Лопес Німеччина • «Валентіна» (Valentina) реж. Кассіо Перейра дос Сантос Бразилія                             | [ 9 ]  |
| 2023 (1-й) | • «Моя порожнеча і я» (Mi vacío y yo) реж. Адріан Сільвестре Іспанія                                                     | • «Згідно з протоколами» (Seguindo Todos Os Protocolos) реж. Фабіо Леал Бразилія • «Вовк і пес» (Lobo e Cão) реж. Клаудія Варежау Португалія, Франція                          | [ 10 ] |
| 2024 (2-й) | • «Вся ця тиша» (Todo el silencio) реж. Дієґо дель Ріо Мексика                                                           | • «Еґґгед і Твінкі» (Egghead & Twinkie) реж. Сара Камбі Голланд США | [ 11 ] |
| 2025 (3-й) | • «Плоди опунції» (Sabar Bonda) реж. Роган Парашурам Канаваде Індія, Велика Британія, Канада                             | • «В'єт і Нам» (Trong lòng dat) реж. Мінь Куї Чуонг В'єтнам, Філіппіни, Сінгапур, Франція, Нідерланди, Італія, Німеччина, США                                                  | [ 12 ] |

| Рік        | «Найкращий короткометражний фільм»                                     | Спеціальний диплом/відзнака короткометражних фільмів | Прим.  |
| ---------- | ---------------------------------------------------------------------- | --- | ------ |
| 2024 (2-й) | • «Ділдотектоніка» (Dildotectónica) реж. Томаш Паула Маркеш Португалія | • «Болеро» (Boléro) реж. Нан Лаборд-Журда Франція | [ 11 ] |
| 2025 (3-й) | • «Карлосу» (Para Carlos) реж. Карлос Сіпріану Бразилія                | • «Особисті повідомлення» (Messages Personnels) реж. Жеральдін Шарпантьє Бельгія • «Непридатна» (Çürük) реж. Маріон Молінарі, Туче Карабаджак Туреччина, Франція | [ 12 ] |

| Рік        | Приз глядацьких симпатій                                                                 | Прим.  |
| ---------- | ---------------------------------------------------------------------------------------- | ------ |
| 2023 (1-й) | • «Синій каптан» (Le bleu du caftan) реж. Мар'ям Тузані Франція, Марокко, Бельгія, Данія | [ 10 ] |
| 2024 (2-й) | • «І ось прийшла любов» (Le temps d'aimer) реж. Катель Кіллевере Франція, Бельгія        | [ 11 ] |